# Kenia López Rabadán
Kenia López Rabadán (Ciudad de México, 25 de octubre de 1974) es una abogada y política mexicana, miembro del Partido Acción Nacional. Desde el 1 de septiembre de 2024 es diputada federal del Congreso de la Unión.
Anteriormente, fue diputada local de la Ciudad de México (2006-2009), diputada federal (2009-2012) y diputada constituyente de la Ciudad de México (2016-2017).

## Trayectoria política
Es Licenciada en Derecho por la Universidad Nacional Autónoma de México; Maestra en Gobierno y Políticas Públicas por la Universidad Panamericana y Doctora en Administración Pública por el Instituto Nacional de Administración Pública. Fue Diputada en la Asamblea Legislativa del Distrito Federal (DF) durante la IV Legislatura. También se desempeñó en la LXI Legislatura, donde presidió la Comisión de Cultura en la Cámara de Diputados del H. Congreso de la Unión. Después fue Diputada en la Asamblea Constituyente de la Ciudad de México. 
Dentro del PAN es consejera Nacional y miembro de la Comisión Nacional Permanente, a su vez, es integrante de la Comisión Organizadora Nacional de la elección del Comité Ejecutivo Nacional (CEN).
Es colaboradora de Grupo Fórmula (radio y TV) en el programa de Eduardo Ruíz-Healy, donde participa como comentarista de temas políticos y jurídicos. Analista en el programa "Comiendo con" en Atypical Te Ve. Columnista en El Universal, Reporte Índigo, Publimetro, Capital México, La Lista, Expansión Política, Big Data y la Revista Siempre. Actualmente es senadora de la República por el principio de Representación proporcional en la LXIV legislatura desde 2018.
Fue nombrada jefa de la Oficina de Campaña de la candidata presidencial Xóchitl Gálvez para las elecciones federales de 2024.

## Controversias
López Rabadán se pronunció en contra de que una mujer indígena dirigiera el Consejo Nacional para Prevenir la Discriminación (CONAPRED), el organismo encargado de prevenir la discriminación en México. Luego de que Monica Maccise, la directora de este último, renunciara por organizar un foro en donde se invitó a Chumel Torres, un cómico y youtuber acusado en múltiples ocasiones de ser sexista, homofóbico, clasista y racista. Cuestionada por los medios, la senadora López Rabadán dijo que sus comentarios fueron "una simulación".